# Sainte-Foy (Landes)
Sainte-Foy ist eine französische Gemeinde mit 251 Einwohnern (Stand: 1. Januar 2022) im Département Landes in der Region Nouvelle-Aquitaine. Sie gehört zum Kanton Adour Armagnac und zum Arrondissement Mont-de-Marsan. 
Sie grenzt im Nordwesten an Pouydesseaux, im Nordosten an Lacquy, im Südosten an Villeneuve-de-Marsan, im Südwesten an Saint-Cricq-Villeneuve und im Westen an Gaillères.

## Bevölkerungsentwicklung
| Jahr      | 1962 | 1968 | 1975 | 1982 | 1990 | 1999 | 2008 | 2018 |
| --------- | ---- | ---- | ---- | ---- | ---- | ---- | ---- | ---- |
| Einwohner | 112  | 106  | 83   | 99   | 131  | 138  | 233  | 257  |

## Sehenswürdigkeiten
- Kirche Sainte-Foy